# Víctor Renán Barco
Víctor Renán Barco López (Aguadas, Caldas, 30 de abril de 1928-Manizales, 19 de enero de 2009) fue un abogado, economista y político colombiano.
Miembro del Partido Liberal y fue elegido por elección popular para integrar el Senado de Colombia.

## Biografía
Nació en Aguadas, Caldas, el 30 de abril de 1928, hijo del matrimonio entre Sara López y Víctor Barco, Tras graduarse como abogado, se inició en la vida política como concejal de su pueblo, a nombre del Partido Liberal en el que siempre fue militante. Tras ascender a la asamblea de Caldas, fue elegido a la Cámara de Representantes en 1968. Desde 1970 ocupó un escaño en el Senado, convirtiéndose (junto al conservador Roberto Gerlein) en el parlamentario más veterano del país; por este motivo era considerado por aprecio, "el decano" en el congreso colombiano. Ha sido presidente del Senado y ministro de Justicia. Durante sus diez periodos consecutivos en el senado fue uno de los principales protagonistas de los debates presupuestales, debido a sus amplios conocimientos financieros y económicos.
Fue ponente de los proyectos del Presupuesto de Rentas y Recursos del Capital, trabajó también el tema tributario, el Plan Nacional de Desarrollo para los años 1998 y 2002 y la fijación del Régimen propio del Monopolio Rentístico de juegos de suerte y azar.
Barco fue presidente del Senado y Ministro de Justicia, además de ser autor de la modificación al periodo de diputados, gobernadores, alcaldes y concejales. Adicionalmente, se destacó como columnista de varios medios impresos del país. Barco López fue el senador que por más tiempo ocupó una curul en el Congreso. Sin duda, fue tradicionalmente el líder político más votado en Caldas.
Murió el 19 de enero de 2009, a los 80 años de edad, en el Hospital Santa Sofía de Manizales, debido a complicaciones posteriores a una cirugía de cadera de la cual se estaba recuperando. Al momento de su fallecimiento estaba siendo investigado por presunta participación en el escándalo de la Parapolítica.

## Congresista de Colombia
Víctor Renán Barco fue elegido como representante a la Cámara en 1968 y ocupó ese cargo hasta 1970 cuando fue elegido Senador de la República. Fue uno de los congresistas más antiguos de Colombia con 10 reelecciones consecutivas entre 1970 y 2009. 
En las elecciones legislativas de Colombia de 1998, Barco López fue elegido senador de la república de Colombia con un total de 55.074 votos. Posteriormente en las elecciones legislativas de Colombia de 2002 y 2006, Barco López fue reelecto senador de la república de Colombia con un total de 68.413 y 45.412 votos respectivamente.

## Carrera política
Su trayectoria política se identificó por:

### Cargos públicos
Entre los cargos públicos ocupados por Víctor Renán Barco López, se identifican:
| Cargo público           | Partido político | Fecha Inicio        | Fecha Fin           |
| Senador de la República | Partido Liberal  | 20 de julio de 2006 | 22 de enero de 2009 |
| Senador de la República | Partido Liberal  | 20 de julio de 2002 | 19 de julio de 2006 |
| Senador de la República | Partido Liberal  | 20 de julio de 1998 | 19 de julio de 2002 |